# 1717年の相撲
1717年の相撲（1717ねんのすもう）は、1717年の相撲関係のできごとについて述べる。

## 興行
- 10月場所（京都相撲）[1]
  - 興行場所:稲荷町上御前掛り
  - 11月9日（旧10月7日）より興行